# Cima Tosa
Die Cima Tosa (3136 m s.l.m.) ist nach der Cima Brenta der zweithöchste Gipfel der Brentagruppe in den südlichen Kalkalpen der italienischen Provinz Trient. Der Gipfelbereich ist mit einer Firnkappe bedeckt, die wegen des Temperaturanstieges seit Beginn der 2000er Jahre drastisch abgeschmolzen ist. Vor dem Abschmelzen der Kappe wurde ihre Höhe mit 3173 m s.l.m. angegeben. Sie war damit die höchste Erhebung der Brentagruppe. 

## Lage und Beschreibung
Die Cima Tosa im nach ihr benannten Tosa-Massiv steht im zentralen Brentahauptkamm und zwischen dem Val Brenta alta im Norden, dem Val d’Ambiez im Süden, dem Valle dei Camosci im Westen und der Senke Pozza Tramontana im Osten. Der leichteste Zustieg erfolgt von Osten vom Sentiero dell’Ideale (Abzweig auf ca. 2700 m). Die Cima-Tosa-Nordeisrinne (italienisch Canalone Neri oder Canalone della Tosa) ist einer der bekanntesten klassischen Eisanstiege der Ostalpen. Letztere ist wie die Firnkappe ebenfalls stark abgeschmolzen, so dass sie nur noch im Winter und zu Beginn des Frühjahrs begangen wird. Mit Gletscherresten bedeckt sind das obere Val d’Ambiez (it. Vedretta d’Ambiez) und das obere Valle dei Camosci (it. Vedretta dei Camosci). Als Ausgangspunkt für eine Besteigung dienen die Hütten Agostini, Pedrotti und Brentei. Als Schutzunterkunft dient auch das Bivacco Crozzon auf dem nördlich vorgelagerten Crozzon di Brenta.

## Alpinismus
Erstiegen wurde die Cima Tosa erstmals am 20. Juli 1865 von dem aus dem Primör stammenden Naturforscher und Alpinisten Giuseppe Loss und sechs weiteren Bergkameraden. Die Gruppe näherte von Süden dem Berg über das Val d’Ambiez, Malga Prato, Forcolotta di Noghera, Pozza Tramonana und der Vedretta della Tosa dem Fuß der Cima Tosa. Anschließend stiegen sie über den Kamin, der nach wie vor als Normalweg gilt, zum Gipfel auf. Es war auch die erste Erstbesteigung in der Brentagruppe überhaupt. Die erste Winterbegehung erfolgte am 26. Dezember 1904 durch die Trentiner Scotoni, Nones, Trenti und Stolcis.

## Anstiege
- Normalweg, eine Stelle II (offener Kamin) von Osten.
- Cima-Tosa-Nordeisrinne (Canalone Neri), 50° Eis, 850 m (Erstbegehung Virgilio Neri solo am 21. Juli 1929)
- Südgrat in Verbindung mit der Besteigung des Crozzon di Brenta